# Чемпіонат Європи з хокею із шайбою 1995 (жінки)
Чемпіонат Європи з хокею із шайбою серед жінок 1995 — четвертий чемпіонат Європи з хокею із шайбою під егідою Міжнародної федерації хокею із шайбою (ІІХФ), який відбувався з 20 по 25 березня 1995 року у Латвії. Матчі проходили у Ризі.
На чемпіонаті дебютували жіночі збірні Росії та Словаччини. 

## Група А

### Учасники чемпіонату
- Фінляндія
- Німеччина
- Латвія
- Норвегія
- Швейцарія
- Швеція

Формат чемпіонату змінився, тепер збірні виявляли чемпіона в одне коло зігравши один з одним по матчу.

### Результати матчів та підсумкова таблиця
| Збірна    | М | В | Н | П | Ш     | О  | Фінляндія | Швеція | Швейцарія | Норвегія | Німеччина | Латвія |
| --------- | - | - | - | - | ----- | -- | --------- | ------ | --------- | -------- | --------- | ------ |
| Фінляндія | 5 | 5 | 0 | 0 | 61–2  | 10 |           | 9–0    | 10–0      | 12-0     | 13-2      | 17-0   |
| Швеція    | 5 | 4 | 0 | 1 | 27–10 | 8  | 0-9       |        | 7–0       | 5-0      | 7-1       | 8-0    |
| Швейцарія | 5 | 3 | 0 | 2 | 11–20 | 6  | 0-10      | 0-7    |           | 2-0      | 6-2       | 3-1    |
| Норвегія  | 5 | 2 | 0 | 3 | 7–20  | 4  | 0-12      | 0-5    | 0-2       |          | 5-1       | 2-0    |
| Німеччина | 5 | 1 | 0 | 4 | 11–35 | 2  | 2-13      | 1-7    | 2-6       | 1-5      |           | 5-4    |
| Латвія    | 5 | 0 | 0 | 5 | 5–35  | 0  | 0-17      | 0-8    | 1-3       | 0-2      | 4-5       |        |

### Найкращі гравці чемпіонату Європи
Найкращими гравцями були обрані:
Воротар  Патрісія Сатер
Захисник  Ґунілла Андерссон
Нападник  Сарі Кроокс
Найкращим бомбардиром стала фінка Ганна-Рійкка Ніємінен — 21 очко (8+13).

## Група В

### Учасники чемпіонату
- Чехія
- Франція
- Велика Британія
- Данія
- Нідерланди
- Росія
- Словаччина
- Україна

### Попередній раунд

#### Група 1
| Збірна          | М | В | Н | П | Ш     | О | Данія | Словаччина | Нідерланди | Велика Британія |
| --------------- | - | - | - | - | ----- | - | ----- | ---------- | ---------- | --------------- |
| Данія           | 3 | 3 | 0 | 0 | 23–2  | 6 |       | 3–1        | 6–0        | 14-1            |
| Словаччина      | 3 | 1 | 1 | 1 | 9–8   | 3 | 1-3   |            | 4–4        | 4-1             |
| Нідерланди      | 3 | 1 | 1 | 1 | 11–12 | 3 | 0-6   | 4-4        |            | 7-2             |
| Велика Британія | 3 | 0 | 0 | 3 | 4–26  | 0 | 1-14  | 1-4        | 2-7        |                 |

#### Група 2
| Збірна  | М | В | Н | П | Ш     | О | Росія | Чехія | Франція | Україна |
| ------- | - | - | - | - | ----- | - | ----- | ----- | ------- | ------- |
| Росія   | 3 | 3 | 0 | 0 | 37–1  | 6 |       | 8–1   | 15–0    | 14-0    |
| Чехія   | 3 | 2 | 0 | 1 | 15–11 | 4 | 1-8   |       | 7–2     | 7-1     |
| Франція | 3 | 1 | 0 | 2 | 9–23  | 2 | 0-15  | 2-7   |         | 7-1     |
| Україна | 3 | 0 | 0 | 3 | 2–28  | 0 | 0-14  | 1-7   | 1-7     |         |

#### Фінальний раунд
Фінал
 Росія —  Данія 4:0
Матч за 3-є місце
 Чехія —  Словаччина 7:1
Матч за 5-е місце
 Франція —  Нідерланди 4:3
Матч за 7-е місце
 Велика Британія —  Україна 2:0

## Підсумкова таблиця
| М.  | Збірна          | Примітки                                           |
| --- | --------------- | -------------------------------------------------- |
| 1.  | Фінляндія       |                                                    |
| 2.  | Швеція          |                                                    |
| 3.  | Швейцарія       |                                                    |
| 4.  | Норвегія        |                                                    |
| 5.  | Німеччина       |                                                    |
| 6.  | Латвія          | Вилітіли до Групи В чемпіонату Європи 1996 року    |
| 7.  | Росія           | Підвищились до Групи А чемпіонату Європи 1996 року |
| 8.  | Данія           |                                                    |
| 9.  | Чехія           |                                                    |
| 10. | Словаччина      |                                                    |
| 11. | Франція         |                                                    |
| 12. | Нідерланди      |                                                    |
| 13. | Велика Британія |                                                    |
| 14. | Україна         |                                                    |